# Panonychus ulmi
Panonychus ulmi, conocida vulgarmente como ácaro o araña roja de los frutales y la vid, es un ácaro que puede llegar a ser una plaga polífaga en árboles frutales y viña. Se suele encontrar en las hojas. Las hembras son pequeñas, de unos 0,5 mm de longitud; son de color rojo con unos abultamientos blanquecinos en la parte posterior, que se corresponden con el punto de inserción de las cerdas dorsales. Los abultamientos son unos órganos que permiten la diferenciación de estas arañas de otras también abundantes como Tetranychus urticae . Los machos son más pequeños que las hembras y de color más claro, y las arañas jóvenes son amarillo-anaranjadas. Los huevos de invierno pueden ser claramente identificados por su color rojo brillante, mientras que los de primavera-verano son amarillo-anaranjados como las larvas y neánidas.
El daño que causan las picaduras de esta araña es muy característico en los brotes y también en las hojas. Pierden el brillo, se decoloran y aparecen manchas bronceadas. Si el ataque es intenso las hojas y brotes se secan y caen de la planta. Es importante la vigilancia de la presencia de esta plaga, tanto para localizar las formas móviles como para detectar sus residuos metabólicos, es decir, los excrementos y las exuvias que aparecen en forma de un polvo grisáceo en el envés de las hojas. También se pueden observar pequeñas telarañas. La producción de las plantas se puede ver grandemente afectada debido al debilitamiento y defoliación que produce en ellas. P. ulmi pasa los inviernos en forma de huevo, normalmente protegido en hendiduras de la corteza de los árboles, y puede tener de 7 a 8 generaciones anuales.

## Control
La lucha contra este ácaro se realiza haciendo primeramente algunas consideraciones básicas que también sirven para otros ácaros:
- Este ácaro se ha convertido en un problema muy serio, sobre todo cuando se empieza a combatirlo.

- Antes de realizar tratamientos con plaguicidas es importante analizar la biocenosis, particularmente:

- Debe comprobarse la presencia de enemigos naturales que pueden llegar a hacer un control muy eficaz de las poblaciones de P. ulmi. Entre éstos destacan el coccinélido Stethorus punctillum, los antocórido del género Orius, el ácaro predador Amblysesius andersonii y Kampimodromus aberrans.

Se debe comprobar la presencia de este ácaro y relacionar su número con los de los enemigos naturales presentes con el fin de determinar la necesidad o no de un tratamiento.
Sobre los ramos fructíferos el umbral de intervención es aproximadamente cuando el 50-90% de hojas están infestadas por formas móviles del ácaro; se debe considerar no intervenir ante una presencia razonable de ácaros fitófagos y otros enemigos naturales; especialmente Stethorus punctillum, que en caso de localizar más de 2 o 3 por hoja, puede hacer desaconsejable la intervención.
En viña, los umbrales de tratamiento podrían ser:
- En primavera, el 60-70% de hojas infestadas.

- En verano, el 30-45% de hojas infestadas.

Existen multitud de productos acaricidas con los que se puede intervenir, por lo que debe consultarse con un técnico especializado para elegir el adecuado al cultivo, variedad, enemigos naturales, época, etc.